# Luyando (distrito)
O Distrito peruano de Luyando é um dos seis distritos que formam a Província de Leoncio Prado, situada no Departamento de Huánuco, pertencente a Região Huánuco, na zona central do Peru.

## Transporte
O distrito de Luyando é servido pela seguinte rodovia:
- PE-18A, que liga o distrito à cidade de Pillco Marca
- PE-5N, que liga o distrito de Chanchamayo (Região de Junín) à Ponte Integración (Fronteira Equador-Peru) - e a rodovia equatoriana E682 - no distrito de Namballe (Região de Cajamarca)
- HU-100, que liga a cidade ao distrito de Huacrachuco[1][2][3]